# Japan Open Tennis Championships 2004 - Qualificazioni singolare maschile
Le qualificazioni del singolare maschile del Japan Open Tennis Championships 2004 sono state un torneo di tennis preliminare per accedere alla fase finale della manifestazione. I vincitori dell'ultimo turno sono entrati di diritto nel tabellone principale. In caso di ritiro di uno o più giocatori aventi diritto a questi sono subentrati i lucky loser, ossia i giocatori che hanno perso nell'ultimo turno ma che avevano una classifica più alta rispetto agli altri partecipanti che avevano comunque perso nel turno finale.
Le qualificazioni del torneo Japan Open Tennis Championships 2004 prevedevano 24 partecipanti di cui 6 sono entrati nel tabellone principale.

## Teste di serie
1. Marco Chiudinelli (Qualificato)
2. Assente
3. Wang Yeu-tzuoo (Qualificato)
4. Arvind Parmar (primo turno)
5. Björn Phau (Qualificato)
6. Édouard Roger-Vasselin (ultimo turno)

1. Kristian Pless (Qualificato)
2. Michael Kohlmann (Qualificato)
3. Satoshi Iwabuchi (Qualificato)
4. Nathan Healey (primo turno)
5. Atsuo Ogawa (primo turno)
6. Ivo Klec (ultimo turno)

## Qualificati
1. Marco Chiudinelli
2. Satoshi Iwabuchi
3. Wang Yeu-tzuoo

1. Michael Kohlmann
2. Björn Phau
3. Kristian Pless

## Tabellone

### Legenda
| - Q = Qualificato - WC = Wild card - LL = Lucky loser | - ALT = Alternate - SE = Special Exempt - PR = Protected Ranking | - w/o = Walkover - r = Ritirato - d = Squalificato |

### Sezione 1
|  | Primo turno | Primo turno       | Primo turno | Primo turno | Primo turno |  |  | Ultimo turno | Ultimo turno      | Ultimo turno      | Ultimo turno | Ultimo turno |  |
|  |             |                   |             |             |             |  |  |              |                   |                   |              |              |  |
|  | 1           | Marco Chiudinelli | 6           | 4           | 6           |  |  |              |                   |                   |              |              |  |
|  |             | Yaoki Ishii       | 0           | 6           | 3           |  |  | 1            | Marco Chiudinelli | Marco Chiudinelli | 6            | 6            |  |
|  |             | Kyu-Tae Im        | 6           | 4           | 6           |  |  |              | Kyu-Tae Im        | Kyu-Tae Im        | 0            | 3            |  |
|  | 10          | Nathan Healey     | 2           | 6           | 3           |  |  |              |                   |                   |              |              |  |

### Sezione 2
|  | Primo turno   | Primo turno      | Primo turno      | Primo turno | Primo turno |  |  | Ultimo turno | Ultimo turno     | Ultimo turno     | Ultimo turno | Ultimo turno |  |
|  |               |                  |                  |             |             |  |  |              |                  |                  |              |              |  |
|  | Naoki Arimoto | Naoki Arimoto    | Naoki Arimoto    | 7           | 6           |  |  |              |                  |                  |              |              |  |
|  | Jun Kato      | Jun Kato         | Jun Kato         | 62          | 3           |  |  |              | Naoki Arimoto    | Naoki Arimoto    | 2            | 5            |  |
|  | 9             | Satoshi Iwabuchi | Satoshi Iwabuchi | 7           | 6           |  |  | 9            | Satoshi Iwabuchi | Satoshi Iwabuchi | 6            | 7            |  |
|  |               | Joji Miyao       | Joji Miyao       | 5           | 2           |  |  |              |                  |                  |              |              |  |

### Sezione 3
|  | Primo turno | Primo turno      | Primo turno      | Primo turno | Primo turno |  |  | Ultimo turno | Ultimo turno   | Ultimo turno   | Ultimo turno | Ultimo turno |  |
|  |             |                  |                  |             |             |  |  |              |                |                |              |              |  |
|  | 3           | Wang Yeu-tzuoo   | Wang Yeu-tzuoo   | 6           | 6           |  |  |              |                |                |              |              |  |
|  |             | Yasuo Miyazaki   | Yasuo Miyazaki   | 1           | 0           |  |  | 3            | Wang Yeu-tzuoo | Wang Yeu-tzuoo | 6            | 6            |  |
|  | 12          | Ivo Klec         | Ivo Klec         | 6           | 6           |  |  | 12           | Ivo Klec       | Ivo Klec       | 3            | 4            |  |
|  |             | Toshihide Matsui | Toshihide Matsui | 4           | 4           |  |  |              |                |                |              |              |  |

### Sezione 4
|  | Primo turno | Primo turno      | Primo turno      | Primo turno | Primo turno |  |  | Ultimo turno | Ultimo turno     | Ultimo turno     | Ultimo turno | Ultimo turno |  |
|  |             |                  |                  |             |             |  |  |              |                  |                  |              |              |  |
|  |             | Gō Soeda         | Gō Soeda         | 6           | 6           |  |  |              |                  |                  |              |              |  |
|  | 4           | Arvind Parmar    | Arvind Parmar    | 4           | 4           |  |  |              | Gō Soeda         | Gō Soeda         | 4            | 4            |  |
|  | 8           | Michael Kohlmann | Michael Kohlmann | 6           | 6           |  |  | 8            | Michael Kohlmann | Michael Kohlmann | 6            | 6            |  |
|  |             | Kentaro Masuda   | Kentaro Masuda   | 3           | 4           |  |  |              |                  |                  |              |              |  |

### Sezione 5
|  | Primo turno | Primo turno       | Primo turno       | Primo turno | Primo turno |  |  | Ultimo turno | Ultimo turno | Ultimo turno | Ultimo turno | Ultimo turno |  |
|  |             |                   |                   |             |             |  |  |              |              |              |              |              |  |
|  | 5           | Björn Phau        | Björn Phau        | 6           | 6           |  |  |              |              |              |              |              |  |
|  |             | Seung-Hoon Lee    | Seung-Hoon Lee    | 1           | 3           |  |  | 5            | Björn Phau   | Björn Phau   | 6            | 6            |  |
|  |             | Atsuo Ogawa       | Atsuo Ogawa       | 6           | 6           |  |  |              | Atsuo Ogawa  | Atsuo Ogawa  | 4            | 2            |  |
|  | 11          | Norikazu Sugiyama | Norikazu Sugiyama | 2           | 3           |  |  |              |              |              |              |              |  |

### Sezione 6
|  | Primo turno | Primo turno            | Primo turno            | Primo turno | Primo turno |  |  | Ultimo turno | Ultimo turno           | Ultimo turno           | Ultimo turno | Ultimo turno |  |
|  |             |                        |                        |             |             |  |  |              |                        |                        |              |              |  |
|  | 6           | Édouard Roger-Vasselin | Édouard Roger-Vasselin | 6           | 6           |  |  |              |                        |                        |              |              |  |
|  |             | Toshiaki Sakai         | Toshiaki Sakai         | 3           | 3           |  |  | 6            | Édouard Roger-Vasselin | Édouard Roger-Vasselin | 2            | 4            |  |
|  | 7           | Kristian Pless         | Kristian Pless         | 6           | 6           |  |  | 7            | Kristian Pless         | Kristian Pless         | 6            | 6            |  |
|  |             | Sebastián Prieto       | Sebastián Prieto       | 3           | 2           |  |  |              |                        |                        |              |              |  |